# Dylan & The Dead
Dylan & The Dead é o quinto álbum gravado ao vivo pelo cantor Bob Dylan juntamente com a banda Grateful Dead, lançado a 30 de Janeiro de 1989.
O disco atingiu o nº 36 da Billboard 200.
| Críticas profissionais                                                      | Críticas profissionais |
| Avaliações da crítica                                                       | Avaliações da crítica  |
| Fonte                                                                       | Avaliação              |
| --------------------------------------------------------------------------- | ---------------------- |
| Allmusic                                                                    | [ 2 ]                  |
| Rolling Stone                                                               | [ 3 ]                  |
| Esta tabela precisa de ser acompanhada por texto em prosa. Consulte o guia. |                        |

## Faixas
Todas as faixas por Bob Dylan, exceto onde anotado
1. "Slow Train" - 4:54
2. "I Want You" - 3:59
3. "Gotta Serve Somebody" - 5:42
4. "Queen Jane Approximately" - 6:30
5. "Joey" (Dylan, Levy) - 9:10
6. "All Along the Watchtower" - 6:17
7. "Knockin' on Heaven's Door" - 6:35

## Créditos
- Bob Dylan - Guitarra, vocal
- Jerry Garcia - Guitarra, vocal
- Bob Weir - Guitarra, vocal
- Brent Mydland - Teclados, vocal
- Phil Lesh - Baixo
- Bill Kreutzmann - Bateria
- Mickey Hart - Bateria